# Meszes
Meszes – wieś i gmina w północno-wschodniej części Węgier, w pobliżu miasta Edelény.
Miejscowość leży na obszarze Średniogórza Północnowęgierskiego, w pobliżu granicy ze Słowacją. Administracyjnie gmina należy do powiatu Edelény, wchodzącego w skład komitatu Borsod-Abaúj-Zemplén i jest jedną z jego 46 gmin.